# CO Roubaix-Tourcoing
 Der Club Olympique de Roubaix-Tourcoing oder kurz CORT war ein französischer Fußballverein aus Roubaix und Tourcoing, zwei Nachbarstädten im Département Nord, unmittelbar an der Grenze zu Belgien gelegen. 

## Geschichte
Unmittelbar nach der Befreiung und unter den schwierigen Bedingungen des notwendigen Wiederaufbaues (diese Region lag während des Zweiten Weltkriegs im von Deutschland besetzten Teil Frankreichs) beschlossen die Verantwortlichen mehrerer Vereine, die fußballerischen Kräfte zu bündeln. Der RC Roubaix fusionierte 1945 mit seinem alten Rivalen Excelsior AC Roubaix, der US Tourcoing und der US Roubaix zum CO Roubaix-Tourcoing. Dieser Zusammenschluss war fast auf Anhieb erfolgreich, wurde 1945/46 Dritter und gewann 1946/47 überraschend die französische Meisterschaft, konnte diesen Erfolg aber in den Folgejahren nie mehr auch nur annähernd wiederholen. 1955 stieg der Verein aus der höchsten Spielklasse in die zweite Division ab; 1957 verließ US Tourcoing den Zusammenschluss (der dennoch das „T“ in seinem Namen beibehielt) und 1963 gab CORT seine Profilizenz zurück. 1970 wurde der Verein aufgelöst.

## Stadion
Die Ligamannschaft trug ihre Heimspiele von 1945 bis 1947 umschichtig in den Stadien der Vereine aus, aus denen CORT hervorgegangen war (das Stade Amédée-Prouvost in Wattrelos, der Innenraum der Radrennbahn im Parc des Sports von Roubaix, die Radsportfreunden als Ziel des Eintagesklassikers Paris–Roubaix bekannt ist, sowie das Stade Charles-Van-de-Weegaete in Tourcoing). Ab 1947/48 war sie regelmäßig im erstgenannten Stadion zuhause.

## Vereinsfarben
Die Vereinsfarben des Klubs waren Schwarz-Weiß-Rot.

## Sportliche Erfolge
- Französische Fußballmeisterschaft
  - Meister: 1947
  - Dritter: 1946
- Französischer Fußballpokal
  - Viertelfinale: 1957/58

CORT spielte von 1945 bis 1955 in der Division 1 und hatte noch bis 1963 Profistatus.

## Bekannte Spieler und Trainer

### Spieler
- Jean Baratte (1954–1956)
- Jean Batmale (Trainer 1945/46)
- René Dereuddre (1950–1953)
- Heinrich Hiltl (1945–1947)
- Camillo Jerusalem (1946–1948)
- Jean-Jacques Kretschmar (1946–1952)
- Lucien Leduc (1946/47)
- André Simonyi (1952)
- Stanislas Laczny, genannt Staho (1945–1948)
- Gzeslaw Urbaniak (1945–1949)
- Michel Watteau (1960–1962)

### Französische Nationalspieler
Die Zahl der Länderspiele für den Verein und der Zeitraum dieser internationalen Einsätze sind in Klammern angegeben.
- Roger Boury (1, 1952)
- Julien Darui (18, 1945–1951) vorher sieben weitere Länderspiele für zwei andere Vereine, 1949–1953 auch CORT-Trainer
- Lazare Gianessi (7, 1952–1953) danach sieben weitere Länderspiele für einen anderen Verein
- Roger Vandooren (1, 1951) vorher drei weitere Länderspiele für einen anderen Verein

### Trainer
- Julien Darui (1949–1953)
- Stanislas Laczny, genannt Staho (1955–1959)
- Jacques Favre (1962–1963)